# محمد إسماعيل خان
محمد إسماعيل خان (بالفارسية: محمد اسماعیل خان) (ولد في 1946) هو قائد عسكري وسياسي في أفغانستان. عمل وزيرًا لوزارة الطاقة والمياه منذ 2005. كان في السابق محافظًا لولاية هراة. عُرف على نطاق واسع على أنه أمير حرب تبعًا لصعودة للسلطة خلال الحرب السوفيتية في أفغانستان.

## روابط خارجية
- محمد إسماعيل خان على موقع مونزينجر (الألمانية)